# Karl Tersztyánszky von Nádas
Pour les articles homonymes, voir Nádas.
Karl Tersztyánszky von Nádas (orthographe allemande) ou Tersztyánszky Károly (orthographe hongroise) , né le 28 octobre 1854 à Skalica (royaume de Hongrie, aujourd'hui en Slovaquie), mort le 7 mars 1921 à Vienne, est un militaire austro-hongrois qui a combattu pendant la Première Guerre mondiale, principalement sur le front de l'Est.

## Origines
Karl Tersztyánszky est issu d'une famille de la noblesse hongroise qui avait reçu au XIIIe siècle la seigneurie de Nádas. Son père, István Tersztyánszky, est entrepreneur et propriétaire foncier dans le comitat de Nyitra. Sa mère est Leonóra Linger.
Il étudie au lycée d'Olomouc, puis à l'école militaire de Sankt Pölten et enfin à l'Académie militaire thérésienne, à Wiener Neustadt, d'où il sort en 1877 comme sous-lieutenant du 8e régiment de dragons dans l'armée impériale et royale (KuK). Il occupe plusieurs postes d'officier à Maribor, Tchernivtsi, Josefstadt (Jaroměř), Vienne, Prague, Jarosław, etc.

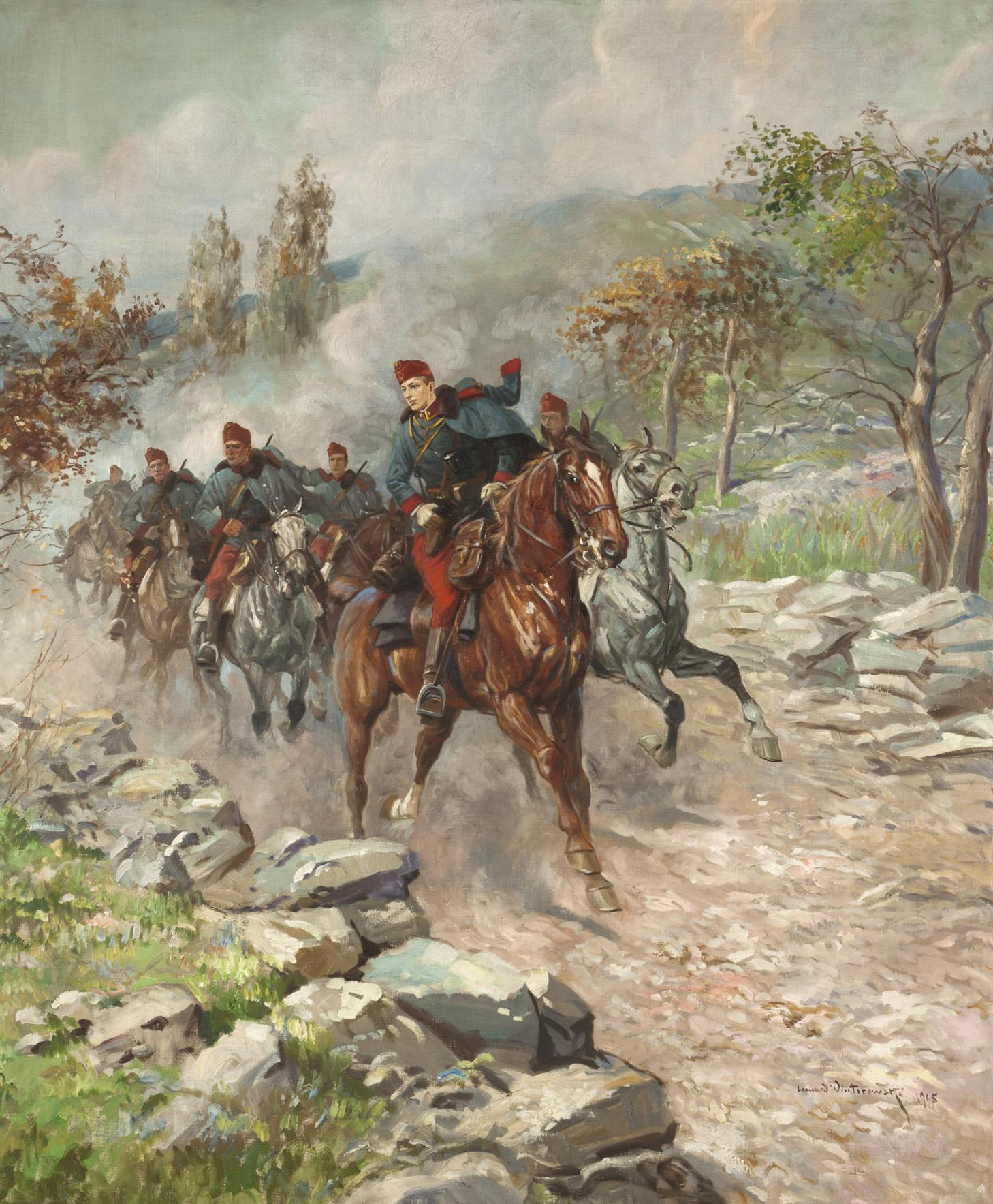
Dragons austro-hongrois, toile de Leonard Wintorowski, 1915.

Il est noté comme un officier très compétent, parlant parfaitement l'allemand, bien le français et suffisamment le tchèque, mais emporté et colérique, trait de caractère qui persistera avec l'âge et semble avoir affecté sa carrière.
En 1887, il épouse Olga Popowicz après avoir fait le dépôt de garantie réglementaire de 29 500 florins. Le mariage reste sans enfants.
En 1904-1905, il est envoyé comme observateur de la guerre russo-japonaise. De 1907 à 1912, il rédige plusieurs articles pour les Kavalleristischen Monatsheften (Cahiers mensuels de la cavalerie). Il rédige deux manuels sur L'Instruction au combat de cavalerie (1907) et Le Déploiement de la cavalerie en Haute-Italie (1908).
En 1912, il est nommé à la tête du IVe corps d'armée à Budapest. En 1913, il reçoit le grade de General der Kavallerie.

## Première Guerre mondiale

### 1914

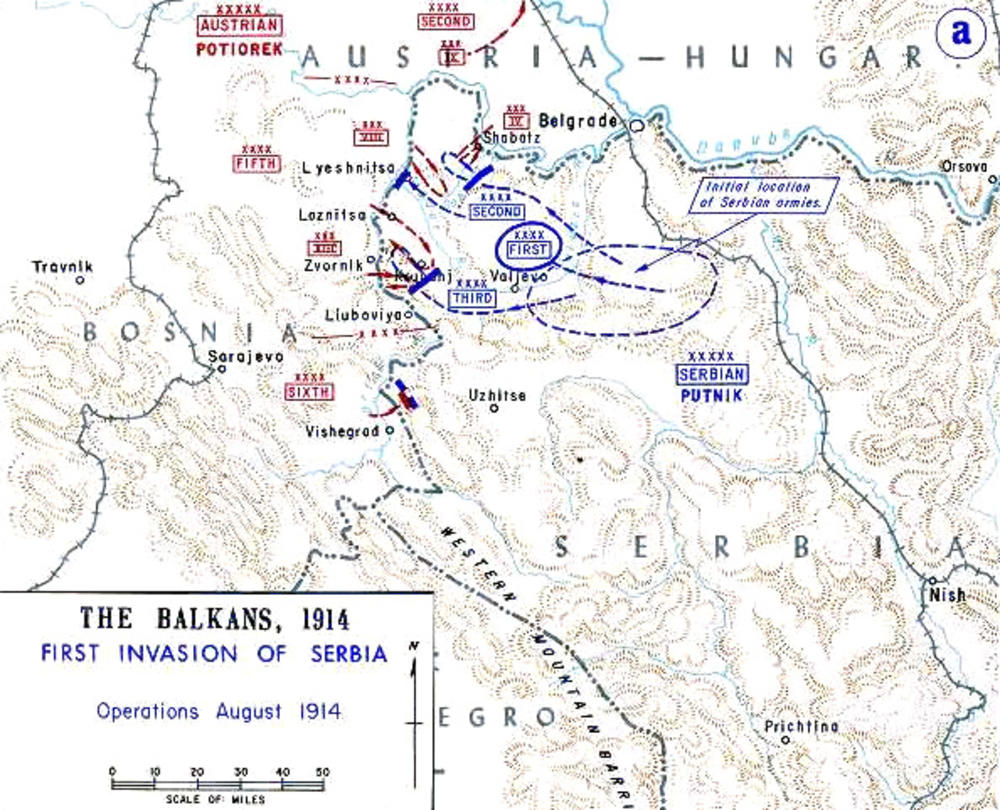
Bataille du Cer, août 1914 : le IVe corps est à l'ouest de Belgrade.

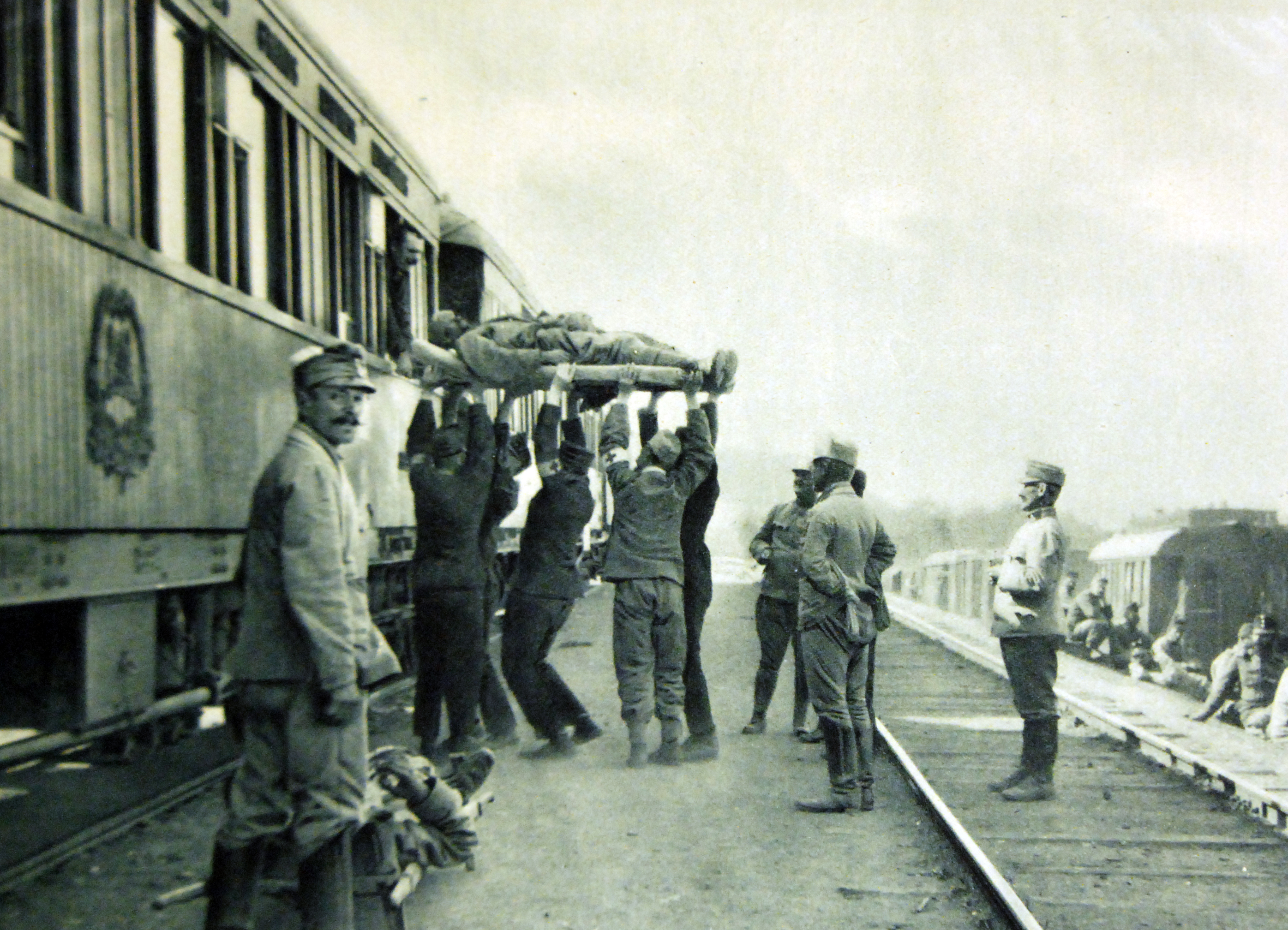
Transport de blessés en Galicie, 1916.

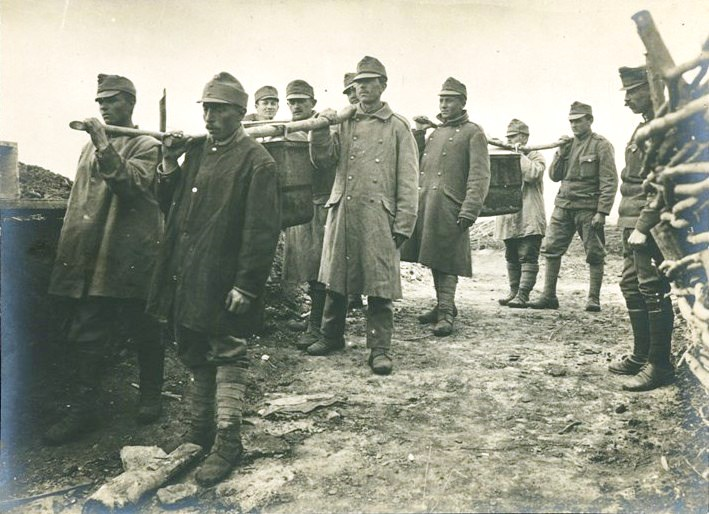
Transport de vivres dans les tranchées austro-hongroises, archives bulgares, 1914-1918.

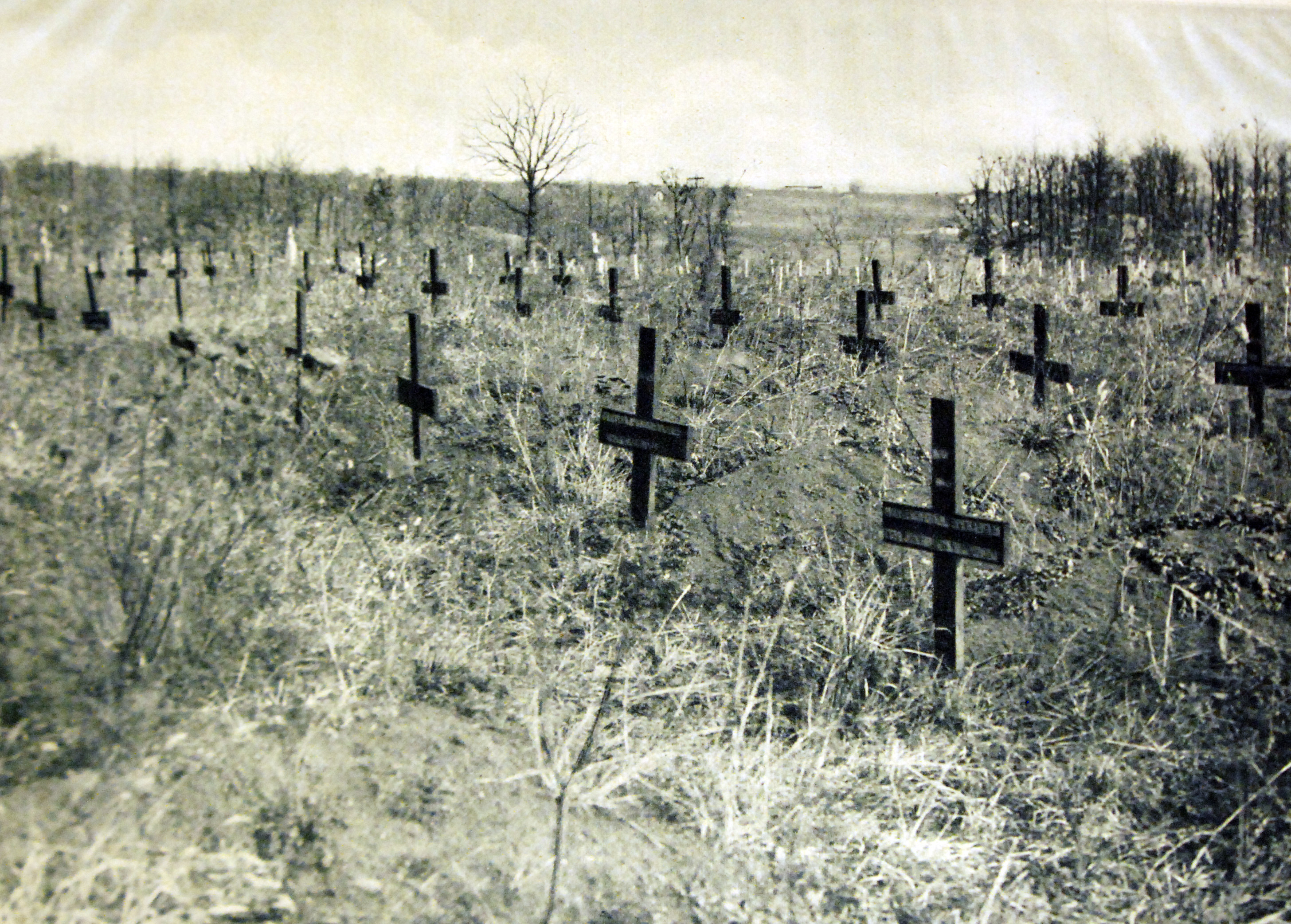
Cimetière militaire austro-hongrois, 1916.

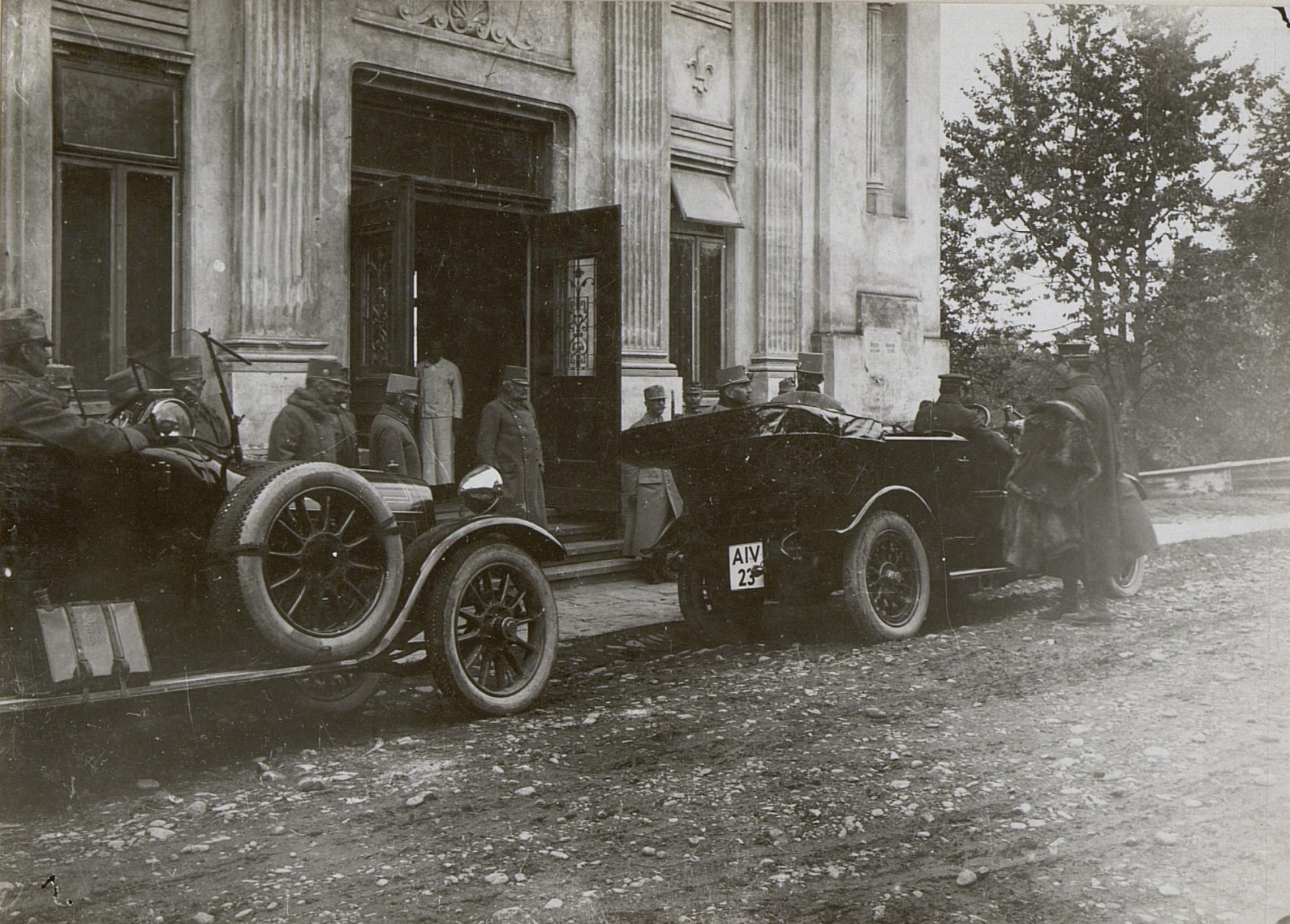
L'archiduc Frédéric de Teschen visitant le quartier général de la 3e armée à Kalouch, v. juillet 1917.

Lors de l'entrée de l'Autriche-Hongrie dans la Première Guerre mondiale, le IVe corps d'armée, commandé par Tersztyánszky, est brièvement engagé sur le front de Serbie. Il est rattaché à la 5e armée (général Liborius von Frank) mais un conflit d'autorité oppose Frank à Oskar Potiorek, commandant en chef du front serbe. Le 19 août, le IVe corps n'a que peu progressé dans le secteur de Šabac tandis qu'une contre-attaque serbe fait reculer le VIIe corps et menace d'envelopper le XIIIe. Franz Conrad von Hötzendorf, chef d'état-major général austro-hongrois, ordonne à l'ensemble des forces austro-hongroises de battre en retraite tandis que Potiorek ordonne une nouvelle attaque pour le lendemain. Du fait de ces ordres contradictoires, la bataille du Cer s'achève par une lourde défaite austro-hongroise.
Au début de septembre, Tersztyánszky est nommé à la tête d'une Armeegruppe comprenant les IVe et VIIe corps sur le front de Galicie, sur la rivière Verechtchytsia (uk) et autour de Lemberg (Lviv). Il participe à la retraite de l'armée austro-hongroise vers les Carpates. Au début d'octobre 1914, il défend le col d'Oujok et stabilise le front près de Sambir. À la fin d'octobre, ses unités sont envoyées en Silésie prussienne pour reconstitution puis engagées sur la Warta en novembre, en appui à l'offensive allemande de la bataille de Łódź.

### 1915
Au début de 1915, Tersztyánszky participe aux combats de la bataille des Carpates. Le 17 février, il conduit une offensive destinée à délivrer la forteresse assiégée de Przemyśl, encerclée par les Russes depuis septembre 1914. Le résultat est désastreux : en une semaine, le corps de secours austro-hongrois, gelé, perdu dans la neige, incapable de combattre, tombe de 50 000 à 10 000 hommes sans pouvoir progresser. Przemyśl capitule le 22 mars.
En mai, Tersztyánszky est de nouveau envoyé sur le front de Serbie. En juin 1915, il soumet au haut-commandement austro-hongrois (AOK) un nouveau plan d'invasion de la Serbie qui permettrait de prendre sa revanche après l'échec de l'année précédente. L'AOK, qui accorde la priorité au front italien, est d'abord peu intéressé mais, en septembre 1915, Erich von Falkenhayn, chef d'état-major général de l'armée allemande, décide de reprendre l'offensive sur le front des Balkans. Conrad von Hötzendorf nomme Tersztyánszky à la tête de la 3e armée qui doit jouer un rôle décisif dans cette opération. Mais une querelle oppose Tersztyánszky au comte István Tisza, premier ministre du royaume de Hongrie, sur l'emploi de travailleurs civils à des fins militaires. Tersztyánszky est alors écarté et remplacé par Hermann Kövess.

### 1916
En mai 1916, Tersztyánszky est nommé Generaloberst (colonel-général). En juin 1916, en Volhynie, la 4e armée austro-hongroise est mise en déroute sur le Styr par l'offensive du groupe d'armées Broussilov : les Allemands réclament la destitution de son commandant, l'archiduc Joseph-Ferdinand de Habsbourg-Toscane. Tersztyánszky est nommé à sa place et, en prenant le commandement, ne cache pas son mécontentement : « Le fait que la Quatrième Armée ait été délogée de ses fortes positions par un ennemi dont la force n'était pas écrasante, et ramenée en arrière avec de lourds pertes en hommes et en matériel, et que la tête de pont si péniblement conquise sur le Styr n'ait pas été défendue, demande une explication ! » Il demande aux officiers de rechercher et de punir sans pitié ceux qui ont organisé des désertions en masse et abandonné une telle quantité de canons et de mitrailleuses. Mais les punitions ne peuvent pas grand-chose sur une armée au moral lourdement atteint. Conrad von Hötzendorf compte sur le tempérament énergique de Tersztyánszky pour améliorer l'image de l'armée austro-hongroise aux yeux de ses alliés allemands. Tersztyánszky fait limoger le général Martiny, chef du Xe corps, et le fait remplacer par Friedrich Csanády von Békés (hu) à qui il demande des résultats immédiats. Le 29 juin, Csanády ordonne une contre-attaque de la 11e division mais les troupes, épuisées par le terrain boueux, le manque d'approvisionnements et les combats des semaines précédentes, subissent de lourdes pertes sans aucun gain. Csanády demande alors à Tersztyánszky l'autorisation de retirer la division du front.
Entre juin et octobre, la 4e armée livre plusieurs combats, notamment à Korytnitsa (uk), et parvient à stabiliser le front.

Offensive russe de juillet 1917 : la 3e armée austro-hongroise (au sud-ouest) est repoussée par la 8e armée russe.

### 1917-1918
Au début de 1917, une nouvelle querelle oppose Tersztyánszky à Alexander von Linsingen, chef du groupe d'armées germano-austro-hongrois en Galicie. Comme ce dernier est soutenu par le Haut-commandement allemand, Tersztyánszky doit quitter son poste le 5 mars en échangeant sa place avec Karl von Kirchbach auf Lauterbach, jusque-là chef de la 3e armée austro-hongroise. Sous le commandement de Tersztyánszky, cette unité subit une lourde défaite dans le secteur de Kalouch, lors de l'offensive russe de juillet, et Tersztyánszky est relevé de ses fonctions.
Par la suite, il n'exerce plus de commandement sur le front. L'empereur-roi Charles Ier lui décerne le titre honorifique de commandant de la Garde du corps royale hongroise. Il prend sa retraite en décembre 1918 et finit sa vie à Vienne où il meurt le 7 mars 1921. Il est enterré au cimetière central de Vienne.

## Sources et bibliographie
- (de) Cet article est partiellement ou en totalité issu de l’article de Wikipédia en allemand intitulé « Karl Tersztyánszky von Nádas » (voir la liste des auteurs) dans sa version du 29 septembre 2018.

- (hu) Cet article est partiellement ou en totalité issu de l’article de Wikipédia en hongrois intitulé « Tersztyánszky Károly » (voir la liste des auteurs) dans sa version du 13 novembre 2018.
- Österreichisches Biographisches Lexikon, Tersztyánszky von Nádas, Karl (1854–1921), Offizier
- Geoffrey Wawro, A Mad Catastrophe: The Outbreak of World War I and the Collapse of the Habsburg Empire, Basic Books, 2014
- Prit Buttar, Collision of Empires: The War on the Eastern Front in 1914, Osprey, 2014
- Richard L. DiNardo, Invasion : The Conquest of Serbia, 1915, ABC Clio, 2015
- Prit Buttar, Russia's Last Gasp: The Eastern Front 1916–17, Bloomsbury, 2016